# Deyoneo
En la mitología griega Eyoneo o Ioneo (Ηιονεύς), conocido tardíamente como Deyoneo (en griego antiguo: Δηιονεύς), fue el malhadado suegro de Ixión y era natural de Perrebia. No se cita quiénes eran sus padres a no ser que sea el mismo citado en un escolio; se dice que Magnes, epónimo de los magnesios, fue padre de unos tales Eurínomo y Eyoneo.  Píndaro nos dice que Ixión fue «primero entre todos en derramar sangre fraterna», por lo que Eyoneo e Ixión pudieran ser hermanos.
Eyoneo fue el padre de Día o Díe, la esposa de Ixión, aunque no se conoce a la consorte. Diodoro Sículo, hablando de la estirpe de los lapitas nos habla de Ixión y Eyoneo. Dice que Ixión era hijo Antión y Perimela, hija de Amitaón, y que por parte de padre descendía del epónimo Lápites. Ixión, tras prometer a Eyoneo que le daría muchos presentes como pretendiente de su hija, se casó con Día, con la que engendró a Pirítoo. Pero luego Ixión no entregó los presentes prometidos por la mano de su mujer, y Eyoneo, en contrapartida, se quedó con sus yeguas como fianza. Entonces Ixión convocó a Eyoneo, asegurándole que atendería todas sus demandas, y cuando se presentó Eyoneo, lo arrojó a un foso en llamas. A causa de la enormidad de este crimen nadie quería purificarle. Finalmente, según los mitos, fue purificado por Zeus.